# Harcerska Poczta Polowa

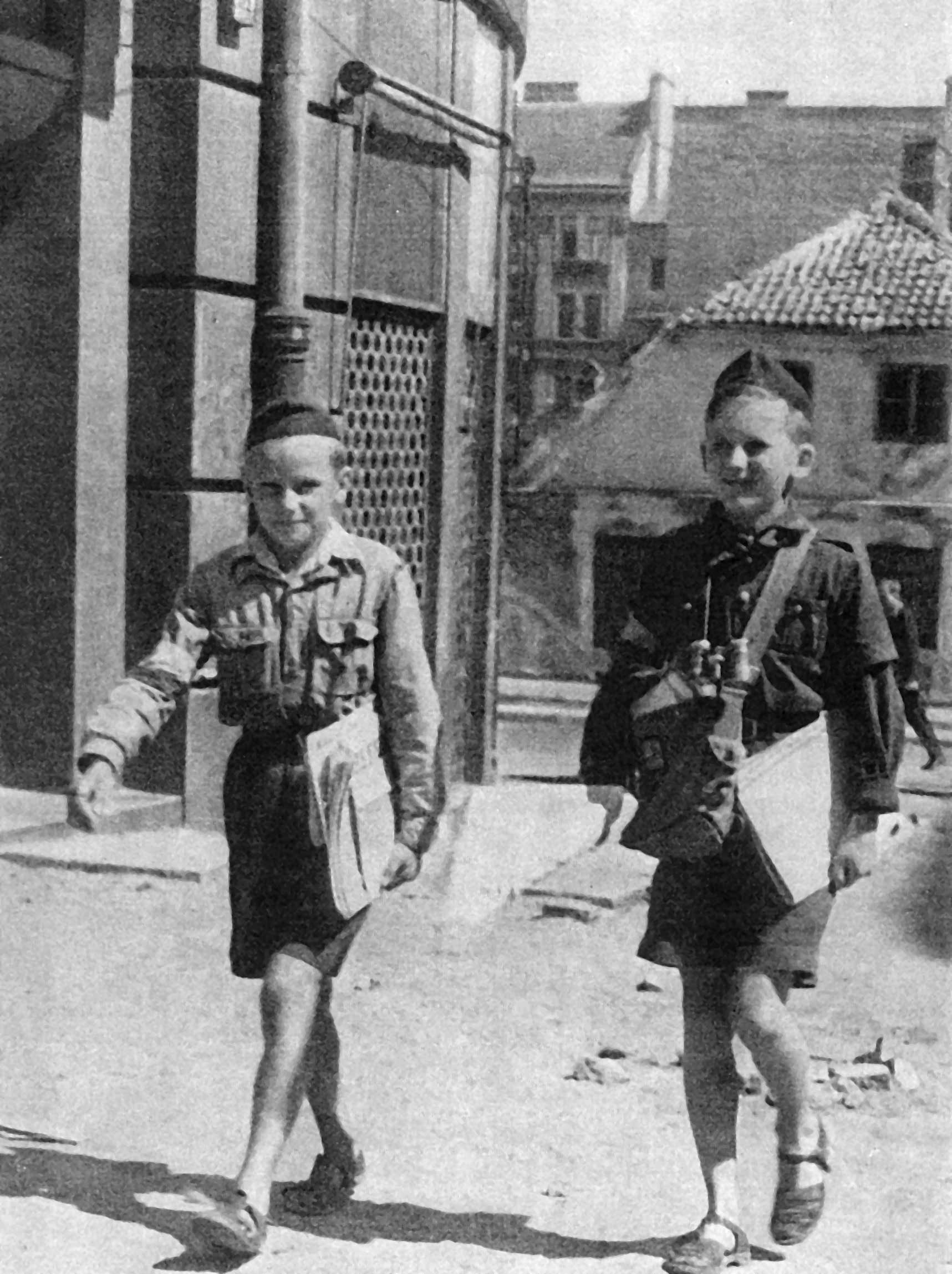
Zawiszacy z Harcerskiej Poczty Polowej

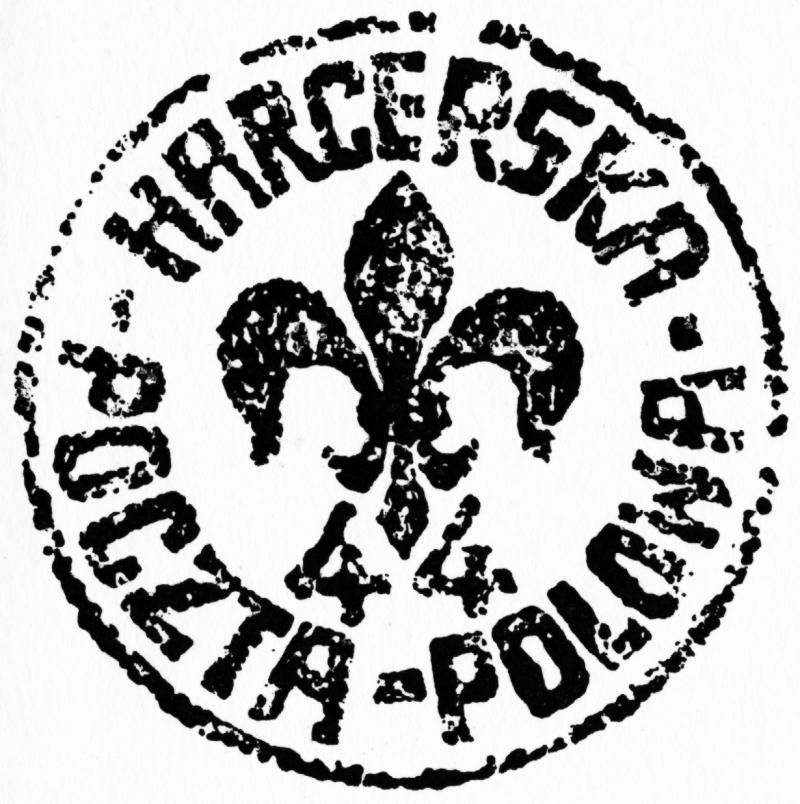
Kauczukowa pieczęć urzędu Warszawa Śródmieście-Południe używana w dniach 10–20 sierpnia 1944 roku

Harcerska Poczta Polowa – poczta polowa zorganizowana formalnie 4 sierpnia 1944 r. przez harcerzy Zawiszy Szarych Szeregów, działająca na terenie Warszawy w czasie powstania warszawskiego.

## Historia
Pierwsza poczta polowa została zorganizowana przez harcmistrza Kazimierza Grendę ps. „Granica” w dzielnicy Śródmieście-Południe już w dniu 2 sierpnia. Ta poczta działała jedynie na ograniczonym terenie tej dzielnicy. W dniu 4 sierpnia naczelnik Kwatery Głównej Szarych Szeregów hm. por. Stanisław Broniewski, ps. „Orsza” postanowił powołać do życia Harcerską Pocztę Polową dla całego wyzwolonego miasta.
Główny Urząd Pocztowy mieścił się przy ulicy Świętokrzyskiej nr 28. Poza tym istniało jeszcze siedem urzędów pocztowych w różnych dzielnicach miasta: nr 1 przy ulicy Szpitalnej, nr 2 przy Placu Napoleona, nr 3 przy ulicy Okólnik, nr 4 przy ulicy Czerniakowskiej, nr 5 przy ul. Tynieckiej 26 (Mokotów), nr 6 przy ulicy Wilczej i nr 7 przy ulicy Żelaznej.
Skrzynki pocztowe zostały rozlokowane w czterdziestu punktach miasta. Naczelnikiem Poczty mianowany został hm. ppor. Przemysław Górecki ps. „Kuropatwa” – jeden ze współtwórców najmłodszego członu konspiracyjnych Szarych Szeregów tzw. Zawiszy. To właśnie Zawiszacy w ramach przygotowań okupacyjnych do powstańczego zrywu, poznawali gruntownie topografię miasta, przygotowując się do przyszłej roli łączników i to oni właśnie stali się główną siłą powstańczej poczty.
Korespondencja była ograniczona do 25 słów i od początku podlegała cenzurze. Listy były analizowane przez Oddział Informacyjno-Wywiadowczy Komendy Okręgu Warszawa AK w celu badania nastrojów społecznych. Przesyłki były doręczane bez opłat pocztowych. Przyjmowano jednak chętnie dobrowolne opłaty w postaci książek, opatrunków i żywności dla rannych w szpitalach. Liczba dziennych przesyłek wahała się w granicach od 3 do 6 tysięcy listów i osiągnęła szczytowe nasilenie w dniu 13 sierpnia gdy wpłynęło 10 tysięcy listów. Harcerze posługiwali się 10 stemplami pocztowymi z napisem w kole „Poczta harcerska” i lilijką harcerską.
We wrześniu 1944 r. Powstańcza Poczta Harcerska, została wraz z całym personelem wcielona do Armii Krajowej i od tego czasu napis „Poczta Harcerska” został zastąpiony napisem „Poczta Polowa”. W tym też miesiącu ukazały się znaczki Poczty Polowej w pięciu kolorach dla pięciu dzielnic Warszawy. Działalność Poczty Polowej została zakończona w dniu 3 października, dniu kapitulacji Warszawy.
W czasie 63 dni powstania, pocztowcy w harcerskich mundurach przenieśli ok. 200 tys. przesyłek. Wielu z nich zginęło lub zostało rannych.

## Upamiętnienie
- W sierpniu nazwę Harcerskiej Poczty Polowej Powstania Warszawskiego nadano parkowi zlokalizowanemu w warszawskich dzielnicach Żoliborz i Bielany[3].
- Poczcie Polowej poświęcona jest jedna z wystaw ekspozycji stałej Muzeum Powstania Warszawskiego.
- Tablica pamiątkowa przy ul. Wilczej, w miejscu budynku nr 41, w którym podczas powstania warszawskiego mieściła się Harcerska Poczta Polowa[4].
- Imię Powstańczej Poczty Harcerskiej nosi od 1972 roku Hufiec ZHP Łódź-Polesie[5].

## Galeria (powstanie warszawskie)

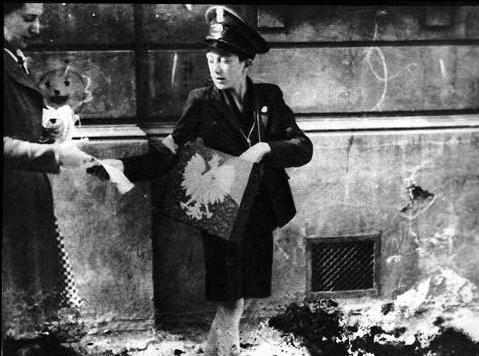
Na Solcu
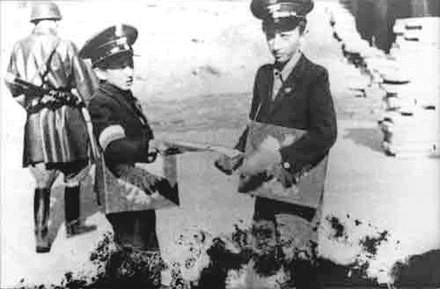
Na Solcu
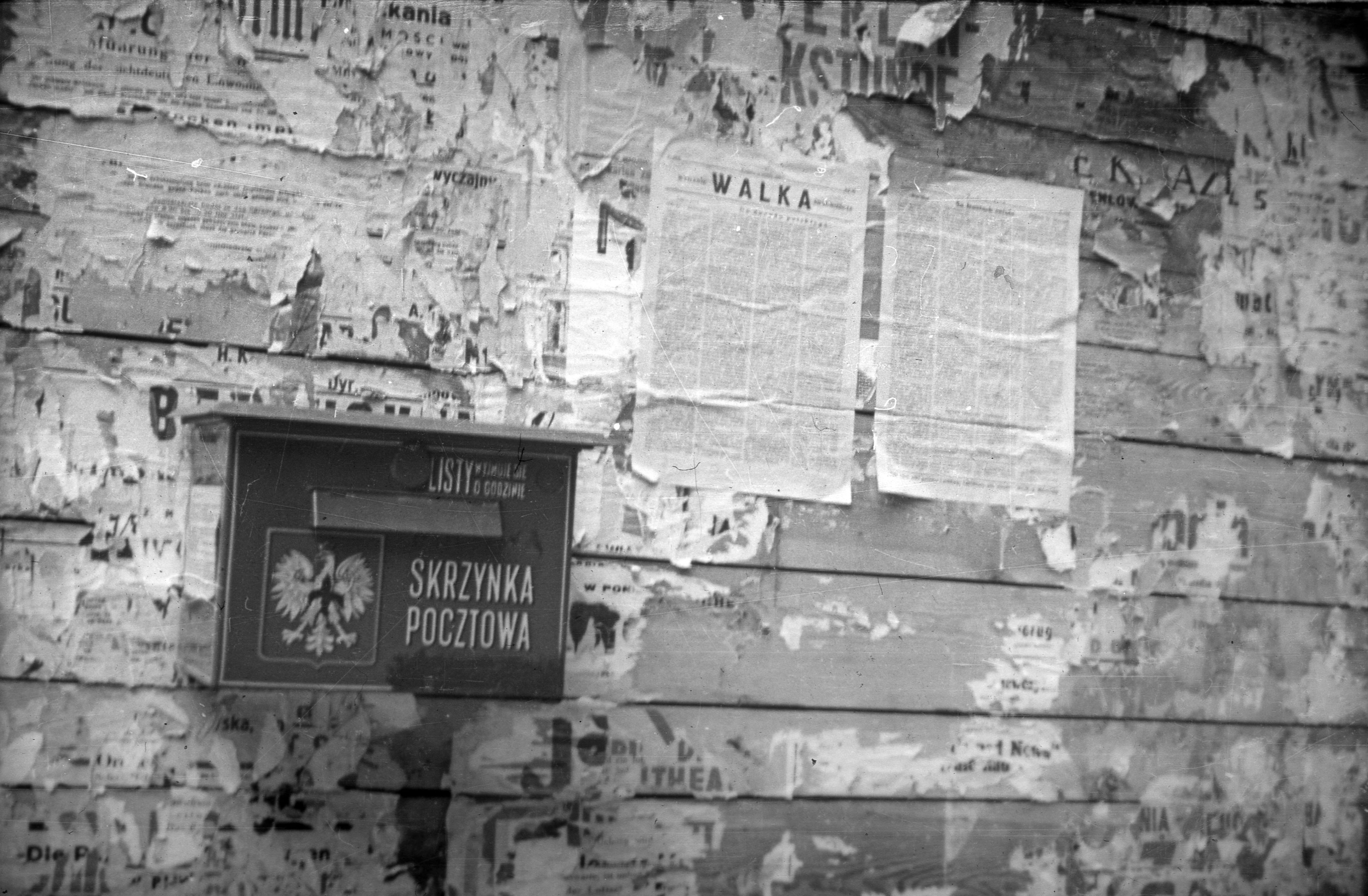
Skrzynka pocztowa na ul. Górskiego
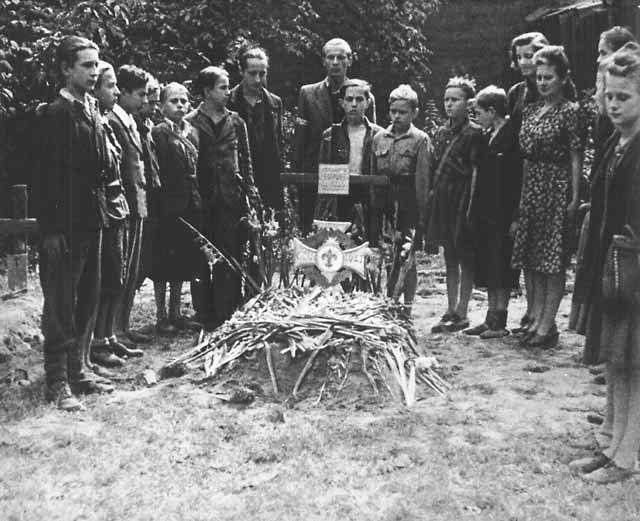
Pogrzeb Zbigniewa Banasia „Banana”
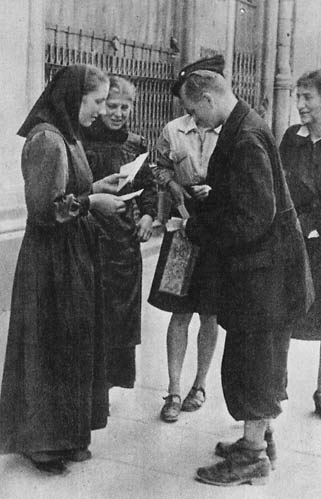
Doręczenie listu na ulicy Jasnej.
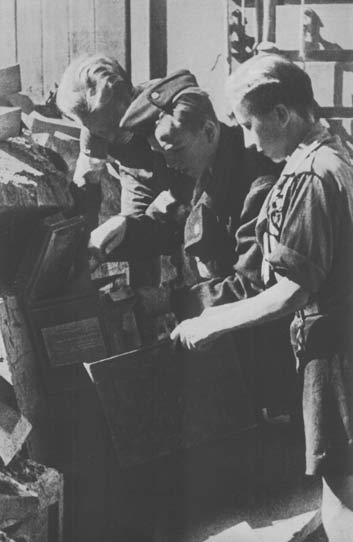
Skrzynka pocztowa przy budynku PKO
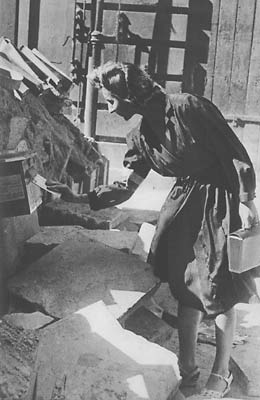
Skrzynka pocztowa przy budynku PKO
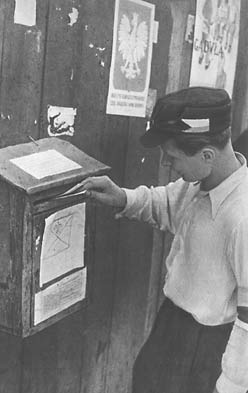
Skrzynka na ulicy Świętokrzyskiej w okolicach Poczty Głównej
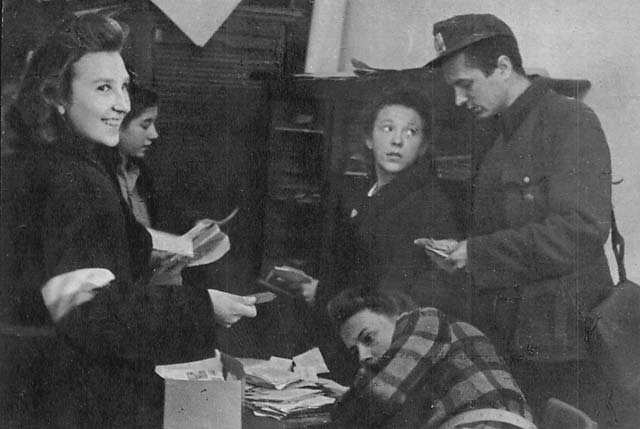
Przemysław Górecki ps. „Kuropatwa”, Izabela Rybicka ps. "Topola" sięgającą po list, który spadł pod biurko w trakcie robienia zdjęcia.
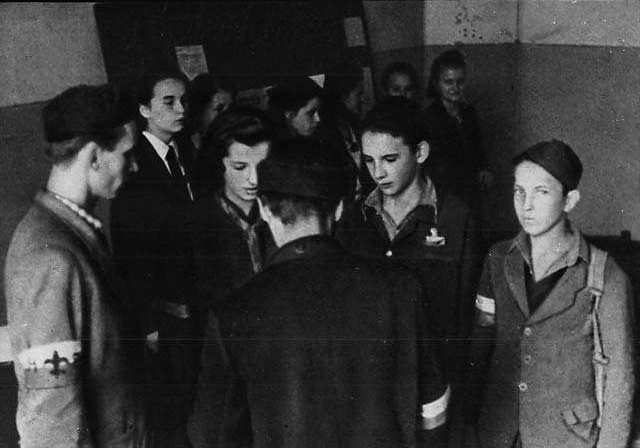
Odprawa listonoszy
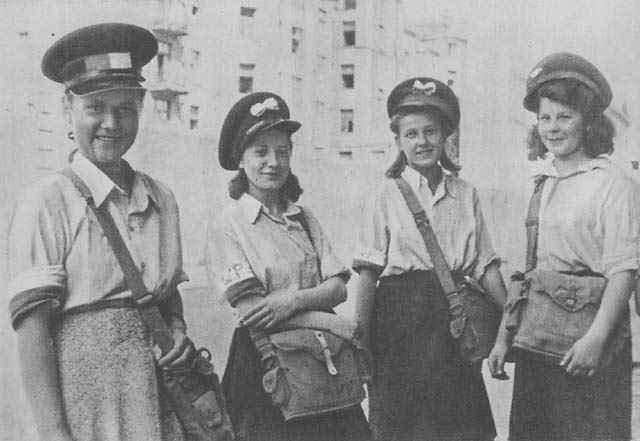
Listonoszki